# Бузов, Юрий Евгеньевич
Ю́рий Евге́ньевич Бу́зов (род. 3 января 1955, Москва, РСФСР, СССР) — российский политик, депутат Государственной Думы Федерального Собрания Российской Федерации I созыва.

## Биография
В 1977 году получил высшее образование окончив Московский институт народного хозяйства имени Плеханова.
С 1977 по 1992 год работал на Внешнеторговом объединении «Экспортлес» Министерства внешней торговли СССР в должности инженера, старшего инженера, эксперта, старшего эксперта. До 1991 года был членом КПСС.
В 1991 году вступил в члены Либерально-демократической партии Советского Союза. Входил в «теневой кабинет» ЛДПСС, состав которого был объявлен В. В. Жириновским 22 июня 1992 года. В «теневом кабинете» Бузов был министром внешней торговли.
В 1992 году работал в акционерном обществе «Нева-Чуп-Чупс» региональным директором. В 1992 году вместе с Алексеем Митрофановым, Сергеем Жариковым, Андреем Архиповым и другими принял участие во внутрипартийном заговоре против В. В. Жириновского. 14 ноября 1992 года на даче Алексея Митрофанова участвовал в собрании, на котором было объявлено о создании Право-Радикальной партии, однако 22 ноября 1992 года в учредительном съезде не принял участия.
В 1993 году избран депутатом Государственной думы I созыва. В Государственной думе был членом по международным делам, председателем подкомитета по внешнеэкономическому и научно-техническому сотрудничеству, входил во фракцию ЛДПР.

## Семья
Женат, дочь 1982 года рождения.